# Microsciurus
A Microsciurus az emlősök (Mammalia) osztályának a rágcsálók (Rodentia) rendjébe, ezen belül a mókusfélék (Sciuridae) családjába tartozó nem.

## Rendszerezés
A nembe az alábbi 4 faj tartozik:
- közép-amerikai törpemókus (Microsciurus alfari) J. A. Allen, 1895 - típusfaj
- amazóniai törpemókus (Microsciurus flaviventer) Gray, 1867
- nyugati törpemókus (Microsciurus mimulus) Thomas, 1898
- Santander-törpemókus (Microsciurus santanderensis) Hernandez-Camacho, 1957